# 费尔登 (兰茨胡特县)
费尔登（德語：Velden，發音：[ˈfɛldn̩] ⓘ）是德国巴伐利亚州下巴伐利亚行政区兰茨胡特县的市镇，面积49.43平方千米，人口为人。